# Provinz Isernia
Die Provinz Isernia (italien. Provincia di Isernia) ist neben der Provinz Campobasso eine der beiden italienische Provinzen der Region Molise. Hauptstadt ist Isernia. Sie hat 78.759 Einwohner (Stand 31. Dezember 2024) in 52 Gemeinden auf einer Fläche von 1529 km². Die Provinz wurde am 3. März 1970 aus der Provinz Campobasso ausgegliedert.
Im Westen hat die Provinz Anteil am Nationalpark Abruzzen, Latium und Molise.

## Größte Gemeinden
(Einwohnerzahlen Stand 31. Dezember 2024)
| Gemeinde      | Einwohner |
| ------------- | --------- |
| Isernia       | 20.616    |
| Venafro       | 10.742    |
| Agnone        | 4566      |
| Frosolone     | 2742      |
| Montaquila    | 2257      |
| Sesto Campano | 2116      |

Die Liste der Gemeinden in Molise beinhaltet alle Gemeinden der Provinz mit Einwohnerzahlen.